# Adalschalken
Die Adalschalken werden schriftlich erstmals in den Kanones der Synode von Dingolfing erwähnt; sie sind unter Herzog Tassilo III., aber vermutlich bereits unter seinem Vater Odilo, eine herausgehobene Gruppe der Knechte des Fürsten (servi principis, auch Edelknechte oder Herzogsfreie genannt).

## Besondere Rechte
In Art. 7 der auf der Synode von Dingolfing gefassten Beschlüsse wird Adalschalken das Recht auf Wergeld für den Totschlag eines der ihren zugestanden („De eo quod, ut servi principis qui dicuntur adalscalhae, ut habeant suam werageldam iuxta morem, quem habuerunt sub parentibus; et ceteri minores werageldi iuxta legem suam: ita constituit.“). Sie zählen aber zu den minderen Dienern (ceteri minores), wobei offenbar auf die Lex Baiuvariorum Bezug genommen wird.
Diese Personengruppe wird auch mit herzoglichen Barschalken gleichgesetzt, die eine Zwitterstellung zwischen Freien und Sklaven einnahmen. Ihnen werden bereits von Odilo herzogliche Lehen (beneficia) übertragen, die auch vererblich waren. Sie konnten deshalb bisweilen als Tradenten von Gütern – beispielsweise an das Kloster Niederalteich  – auftreten, konnten also über ihre Güter verfügen.  Durch diese Güterübertragungen entstand auch eine engere Bindung an den Herzog. Es wird aber darauf verwiesen, dass diese Herzogsfreien nicht die Möglichkeit eines Konnubiums mit Adeligen hatten, wobei nicht auszuschließen ist, dass sie dennoch adelige Frauen (mulier nobilis) heirateten, die dann aber ihren Status verloren.
Mit dem Sturz Tassilos im Jahr 788 verloren die Adalschalken ihren Herrn und wurden danach freie Knechte, Barschalken oder einfach Freie.